# Anton Rupert
Anthony (Anton) Edward Rupert (* 4. Oktober 1916 in Graaf-Reinet; † 18. Januar 2006 in Stellenbosch) war ein südafrikanischer Unternehmer und Milliardär.

## Leben
Rupert wuchs in seinem Geburtsort Graaff-Reinet in der Provinz Ostkap auf, studierte in Pretoria Chemie und zog nach Stellenbosch, ein Medizinstudium hatte er abgebrochen.
Nach Arbeiten als Chemie-Dozent begann er in seiner Garage Zigaretten herzustellen und gründete das Tabak-Konglomerat Rembrandt. Später spaltete sich Rembrandt in Remgro (eine Investment-Gruppe) und Richemont (eine Luxuswarenholding). Inzwischen umfasst Ruperts Unternehmen mehrere Filialen in 35 Ländern auf sechs Kontinenten, die jährlich 10 Mrd. US-Dollar Umsatz erwirtschaften.
Rupert war im Umweltschutz und in der Kunstförderung engagiert. Seit 1964 nutzen verschiedene Rembrandt-Fonds Teile des Unternehmensgewinns zur Unterstützung von Bildung, Kunst, Musik und der Restaurierung historischer Gebäude. Rupert war einer der Mitbegründer des World Wide Fund for Nature (WWF) und zeitweise Präsident des WWF-Südafrika. Auf seine Initiative Anfang der 1990er Jahre gehen die Pläne für den bis heute nicht umgesetzten Great Limpopo Transfrontier Park, einen grenzüberschreitenden Nationalpark im südlichen Afrika im Länderdreieck Südafrika, Mosambik und Simbabwe, zurück.
Rupert beteiligte sich an Südafrikas Small Business Development Corporation (SBDC), die seit 1981 ohne Gewinnabsicht Arbeitsplätze schafft. Auch als Apartheidgegner trat er in Erscheinung. 2004 wurde er von Zuschauern des Fernsehsenders SABC3 in die Liste der 100 größten Südafrikaner auf Platz 28 gewählt.
Er hinterließ Sohn Johann, Tochter Hanneli und sechs Enkelkinder.

## Werke
- Prioriteite vir Medebestaan. Kapstadt 1981.
  - Deutsch: Einheit in der Vielfalt. Südafrikas Verantwortung und Herausforderung – Visionen eines Unternehmers. Verlag Seewald, Stuttgart-Degerloch 1982, ISBN 3-512-00658-2.